# ツール・ド・ルクセンブルク
ツール・ド・ルクセンブルク（ル・トゥール・ド・リュクサンブール Le Tour de Luxembourg）は、例年6月上旬、ルクセンブルクを舞台に行なわれる、自転車競技ロードレースにおける、ステージレースの名称。現在はチェコの自動車会社、シュコダがスポンサーとなり、シュコダ=ツール・ド・ルクセンブルクという名称になっている。
2006年から2019年まではUCIヨーロッパツアー2.HC、2020年からUCIプロシリーズ（2.Pro）にランクされている。

## 歴代優勝者
| 年   | 優勝者                       | 国             |
| ---- | ---------------------------- | -------------- |
| 1935 | マティアス・クラマン         | ルクセンブルク |
| 1936 | マティアス・クラマン         | ルクセンブルク |
| 1937 | マティアス・クラマン         | ルクセンブルク |
| 1938 | ルシアン・フラミンク         | ベルギー       |
| 1939 | マティアス・クラマン         | ルクセンブルク |
| 1946 | ブリーク・スホット           | ベルギー       |
| 1947 | マティアス・クラマン         | ルクセンブルク |
| 1948 | ジャン・ゴルトシュミット     | ルクセンブルク |
| 1949 | ビム・ディーデリヒ           | ルクセンブルク |
| 1950 | イジドール・デレイク         | ベルギー       |
| 1951 | マルセル・エルンツァー       | ルクセンブルク |
| 1952 | イェング・キルシェン         | ルクセンブルク |
| 1953 | ロベール・ファンデルストック | ベルギー       |
| 1954 | ジャンピ・シュミッツ         | ルクセンブルク |
| 1955 | ルイゾン・ボベ               | フランス       |
| 1956 | シャルリー・ゴール           | ルクセンブルク |
| 1957 | ジェラール・サン             | フランス       |
| 1958 | ジャンピ・シュミッツ         | ルクセンブルク |
| 1959 | シャルリー・ゴール           | ルクセンブルク |
| 1960 | マルセル・エルンツァー       | ルクセンブルク |
| 1961 | シャルリー・ゴール           | ルクセンブルク |
| 1962 | ジェフ・プランカールト       | ベルギー       |
| 1963 | イヴォン・モレナールス       | ベルギー       |
| 1964 | アリー・デン・ハルトフ       | オランダ       |
| 1965 | ヴィンセント・デンソン       | イギリス       |
| 1966 | エディ・シュッツ             | ルクセンブルク |
| 1967 | フラン・ブランドス           | ベルギー       |
| 1968 | エディ・シュッツ             | ルクセンブルク |
| 1969 | ダヴィデ・ボイファヴァ       | イタリア       |
| 1970 | エディ・シュッツ             | ルクセンブルク |
| 1971 | アンドレ・ディエリクス       | ベルギー       |
| 1972 | ロジェ・ロジエール           | ベルギー       |
| 1973 | シルヴァン・ヴァスール       | フランス       |
| 1974 | フレディ・マルテンス         | ベルギー       |
| 1975 | フラン・フェルベーク         | ベルギー       |
| 1976 | フラン・フェルベーク         | ベルギー       |
| 1977 | ベルト・プロンク             | オランダ       |
| 1978 | リュド・ペータース           | ベルギー       |
| 1979 | ルシアン・ディディエ         | ルクセンブルク |
| 1980 | ベルト・オーステルボス       | オランダ       |
| 1981 | ヨウリ・バリノフ             | ソビエト連邦   |
| 1982 | ベルナール・イノー           | フランス       |
| 1983 | ルシアン・ディディエ         | ルクセンブルク |
| 1984 | クリストフ・ラヴェンヌ       | フランス       |
| 1985 | イェール・ナイダム           | オランダ       |
| 1986 | スティーヴン・ロークス       | オランダ       |
| 1987 | セレン・リルホルト           | デンマーク     |
| 1988 | リカルト・トリンクラー       | スイス         |
| 1989 | ミシェル・コルネリス         | オランダ       |

| 年   | 優勝者                           | 国             |
| ---- | -------------------------------- | -------------- |
| 1990 | クリストフ・ラヴェンヌ           | フランス       |
| 1991 | ヘルトヤン・テュニス             | オランダ       |
| 1992 | ジャンフィリップ・ドジュワ       | フランス       |
| 1993 | マキシミリアン・シャンドリ       | イタリア       |
| 1994 | フランス・マーセン               | オランダ       |
| 1995 | ロルフ・イェールマン             | スイス         |
| 1996 | アルベルト・エッリ               | イタリア       |
| 1997 | フランク・ファンデンブルック     | ベルギー       |
| 1998 | ランス・アームストロング         | アメリカ合衆国 |
| 1999 | マルク・ワウテルス               | ベルギー       |
| 2000 | アルベルト・エッリ               | イタリア       |
| 2001 | イェルゲンボー・ペターセン       | デンマーク     |
| 2002 | マルクス・ユンクヴィスト         | スウェーデン   |
| 2003 | トマ・ヴォクレール               | フランス       |
| 2004 | マキシム・モンフォール           | ベルギー       |
| 2005 | ラスロ・ボドロギ                 | ハンガリー     |
| 2006 | クリスティアン・ヴァンデヴェルデ | アメリカ合衆国 |
| 2007 | グレゴリー・ラスト               | スイス         |
| 2008 | ヨースト・ポストヒュマ           | オランダ       |
| 2009 | フランク・シュレク               | ルクセンブルク |
| 2010 | マッテオ・カッラーラ             | イタリア       |
| 2011 | リーヌス・ゲルデマン             | ドイツ         |
| 2012 | ヤコブ・フグルサング             | デンマーク     |
| 2013 | パウル・マルテンス               | ドイツ         |
| 2014 | マティ・ブレシェル               | デンマーク     |
| 2015 | リーヌス・ゲルデマン             | ドイツ         |
| 2016 | マウリッツ・ラメルティンク       | オランダ       |
| 2017 | フレフ・ファン・アーヴェルマート | ベルギー       |
| 2018 | アンドレア・パスクアロン         | イタリア       |
| 2019 | ヘスス・エラダ                   | スペイン       |
| 2020 | ディエゴ・ウリッシ               | イタリア       |
| 2021 | ジョアン・アルメイダ             | ポルトガル     |
| 2022 | マティアス・スケルモース         | デンマーク     |
| 2023 | マルク・ヒルシ                   | スイス         |
| 2024 | アントニオ・ティベーリ           | イタリア       |